# Der römische Frühling der Mrs. Stone
Der römische Frühling der Mrs. Stone (Originaltitel: The Roman Spring of Mrs. Stone) ist ein US-amerikanisch-britisches Filmdrama aus dem Jahr 1961. Das Drehbuch basiert auf dem gleichnamigen Roman von Tennessee Williams.

## Handlung
Die Schauspielerin Karen Stone ist entschlossen, ihre Karriere aufzugeben und eine Reise durch Italien zu unternehmen. Auf der Reise verstirbt ihr wohlhabender Ehemann Tom an einem Herzanfall. In Rom trifft Karen ihre Freundin Meg, eine Journalistin. Sie gesteht ihr, ruhelos zu sein. Durch die zwielichtige Gräfin Magda Terribili-Gonzales lernt Karen den attraktiven Paolo di Leo kennen. Sie erliegt seinem Charme, bald darauf sind die beiden ein Paar.
Die Gräfin ist damit unzufrieden, dass Karen ihrem Geliebten lieber teure Geschenke macht, anstatt ihm Geld zu geben. Sie stellt ihn dem jungen Hollywoodstarlet Barbara Bingham vor. Die junge und reiche Frau löst in Karen rasende Eifersucht aus. Sie macht Paolo eine Szene und beklagt, dass er sie zum Gespött der Leute in Rom gemacht habe. Als Karen später erfährt, dass Paolo und Barbara eine Affäre haben, kehrt sie depressiv in ihr Appartement zurück. Sie bemerkt einen jungen Fremden, der ihr seit ihrer Ankunft in Rom ständig heimlich gefolgt ist. Karen nimmt ihre Schlüssel, wickelt sie in ein Handtuch und wirft sie vom Balkon aus dem Fremden zu.

## Hintergrund
Vivien Leigh stand nach einer sechsjährigen Pause wieder vor der Kamera für einen Kinofilm. Es war ihre vorletzte Rolle. Für den Theaterregisseur Josè Quintero war es die erste und einzige Arbeit an einem Kinofilm. Sein Regie-Assistent war Peter Yates.
Die Premiere des Films fand am 28. Dezember 1961 statt. In Deutschland kam der Film am 20. September 1962 in die Kinos. Für das US-Fernsehen entstand 2003 ein Remake des Films unter dem Titel Mrs. Stone und ihr römischer Frühling mit Helen Mirren in der Titelrolle, Olivier Martinez und Anne Bancroft.

## Kritiken
Das Lexikon des internationalen Films fand „die schauspielerischen Leistungen […] weitaus beeindruckender als das trivial geratene Drehbuch“. Variety beschrieb den Film als düsteres, pessimistisches Porträt einer Witwe im mittleren Alter.

## Auszeichnungen
Lotte Lenyas Darstellung wurde mit zwei Nominierungen belohnt, 1962 in der Kategorie Beste Nebendarstellerin jeweils für den Oscar und für den Golden Globe.